# Bernardino Luini
Bernardino Scapi, o de Scapis, anomenat Bernardino Luini (h. 1480/82-1532), va ser un pintor del Nord d'Itàlia del cercle de Leonardo da Vinci, un pintor conservador que va prendre de Leonardo tant com les seves arrels li van permetre de comprendre. En conseqüència, moltes de les seves obres van ser atribuïdes a Leonardo. Es diu que tant Luini com Giovanni Antonio Boltraffio van treballar directament amb Leonardo. Es considera que Luini va haver de ser alumne d'Ambrogio Bergognone. En la seua obra fou intensa la influència de Melozzo da Forlì.
Nascut a Dumenza, prop de la localitat de Luino, de la que pren el seu sobrenom, va ser un prominent pintor llombard de principis del segle xvi. Són escassos els detalls que es coneixen de la seva vida. Va treballar a Milà, on va pintar diversos frescs en palaus i esglésies de la ciutat i els seus voltants. Els més coneguts són els frescs per a Vil·la Pelucca a Sesto San Giovanni (avui a la Pinacoteca de Brera, Milà). Prop de 1525 va completar una sèrie de frescs sobre la vida de la Mare de Déu i Crist per a l'església de Santa Maria dei Miracoli a Saronno. Va ser conegut especialment per les seves figures femenines plenes de gràcia amb ulls lleugerament estràbics, anomenats "luinescos" per Vladimir Nabokov. Va morir a Milà.

## Obres escollides

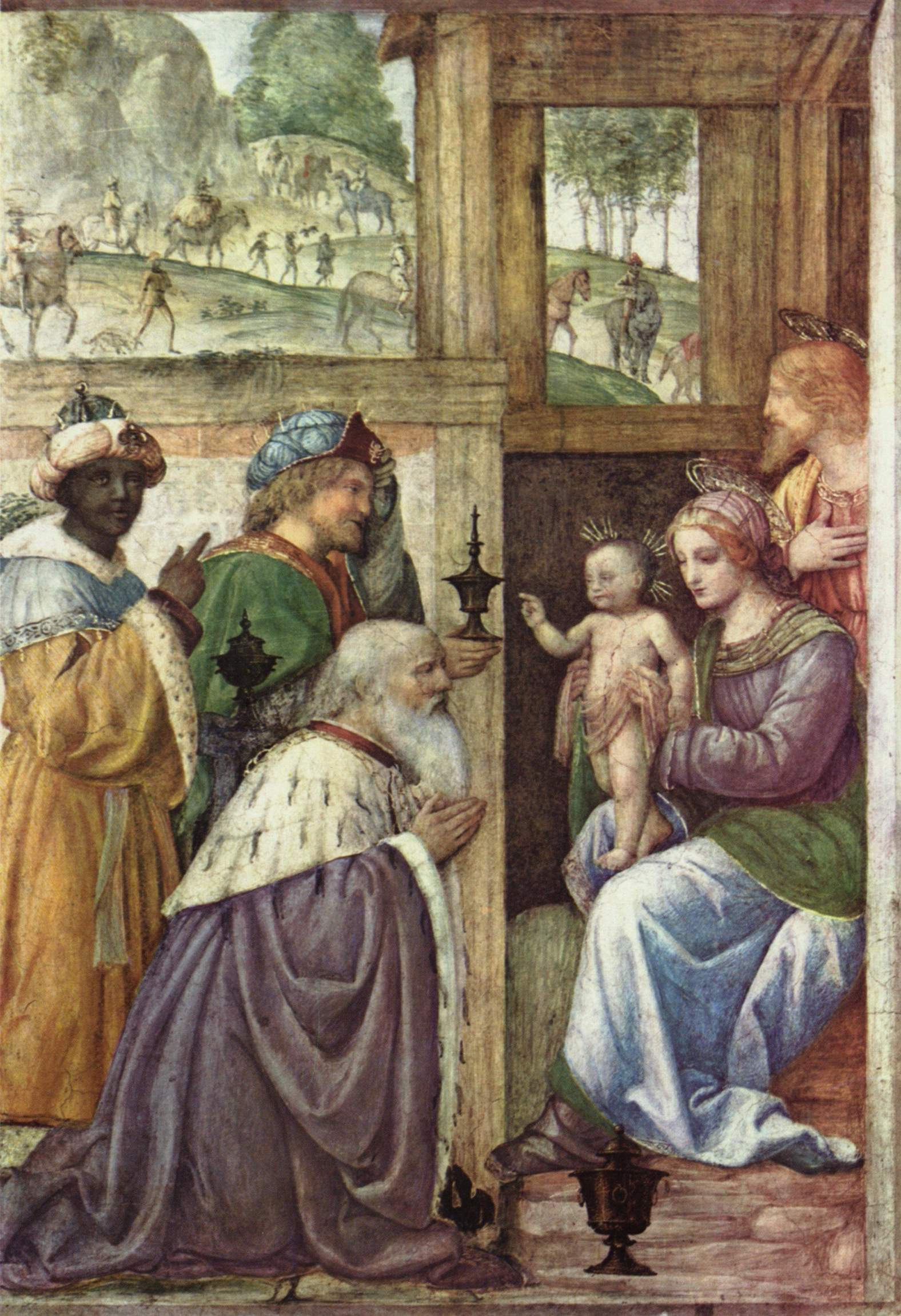
Adoració dels Mags, fresc separat de la paret, 1520-1525, (Museu del Louvre).

- Mare de Déu amb els sants Agustí i Margarida, Museu Jacquemart-André, París. Signat "Bernardino Milasnese", i datat 1507. Un indicador de la solidesa de l'aprenentatge de Luini en un estil quatrecentista rígid i verista (Freedberg (1993) p. 390), abans de la influència de l'estil de Leonardo.
- Mare de Déu, l'Infant i sant Joan (h. 1510), National Gallery de Londres. Una altra versió és al Museu d'Art Fogg, a Boston.
- Mare de Déu entronitzada, abadia de Chiaravalle (h. 1512)[3]
- Crist entre els Doctors (h. 1515-30), National Gallery, Londres
- Frescs de la capella de sant Josep, Santa Maria de la Pau, (1518-20) separat, a la Pinacoteca de Brera.[4]
- Santa Caterina, National Gallery, Londres. Hi ha una altra versió al Museu de l'Hermitage, Sant Petersburg.[5]
- Salomé, Museu Ball State, Indiana.
- Conversió de Maria Magdalena, San Diego.
- Cicle de frescs per a cases de pagès i urbanes de la família Rabia (1520-25). Avui a la Pinacoteca de Brera, Berlín, Washington (Galeria Nacional d'Art Washington) Procris y Céfalo de Casa Rabia, Milán Arxivat 2004-11-18 a Wayback Machine.) i altres llocs. També hi ha algunes pintures sobre taula a la Galeria Nacional de Washington DC..
- Mare de Déu amb l'Infant i Sant Joan, Museu Liechtenstein de Viena.
- Frescs de la Vida de Crist i la Vida de la Mare de Déu (1525) Santa Maria dei Miracoli, Saronno.
- Adoració dels Mags, fresc separat de la paret, 1520-25, Museu del Louvre. Veure menció de Marcel Proust Arxivat 2013-07-04 a Wayback Machine.
- Sagrada Familia amb sant Joan, Museu del Prado, Madrid. Taula, 100 x 84 cm. Comprar amb la Mare de Déu de les Roques de Leonardo da Vinci al Louvre i a la National Gallery de Londres.
- Salomé amb el cap del Baptista, Museu del Prado.
- Sagrada Familia dins un paisatge, Madrid, Museu Thyssen-Bornemisza.
- Mare de Déu amb l'Infant, Madrid, Convent de les Descalzas Reales.